# لزازه
لزازه (به عربی: لزازة) روستایی فلسطینی، واقع در ۲۷،۵ کیلومتری شمال شرق صفد بود.

## کتابشناسی
- موریس, بنی (2004). The Birth of the Palestinian Refugee Problem Revisited. انتشارات دانشگاه کمبریج. ISBN 978-0-521-00967-6.
- هداوی, سامی (1970), Village Statistics of 1945: A Classification of Land and Area ownership in Palestine, مرکز تحقیقات سازمان آزادی‌بخش فلسطین
- خالدی, ولید (1992), All That Remains: The Palestinian Villages Occupied and Depopulated by Israel in 1948, واشینگتن، دی سی: موسسه مطالعات فلسطین, ISBN 0-88728-224-5